# 611
611 је била проста година.

## Догађаји
- Опсада Солуна (611)

- Византијско-персијски рат: Персијска војска под Шарбаразом заузима Антиохију и већину преосталих византијских тврђава у Сирији и Месопотамији. Краљ Хозроје II поново успоставља Персијско царство и интензивира своје ратне напоре. Византијска војска, уништена поразом и корупцијом, нуди само половично противљење.
- Кинегилс постаје краљ Западних Саса, или Весекса, након смрти свог ујака Кеолвулфа. Владао је од 611. до 643. и дели власт у извесној мери са својим најстаријим сином, Квихелмом, који је можда добио Горњи Весекс.
- Летопис Павла Ђакона извештава о пустошењу Истре од стране Словена.
- Пагода Четири капије, која се налази у централној провинцији Шандонг (Источна Кина), је завршена.